# Пјода (Сондрио)
Пјода је насеље у Италији у округу Сондрио, региону Ломбардија.
Према процени из 2011. у насељу је живело 15 становника. Насеље се налази на надморској висини од 701 м.